# Polychrysia splendida
Polychrysia splendida är en fjärilsart som beskrevs av Butler 1878. Polychrysia splendida ingår i släktet Polychrysia och familjen nattflyn. Inga underarter finns listade i Catalogue of Life.